# Catharina van der Meulen
Catharina van der Meulen (Antwerpen, 1634 - 1719) was een Zuid-Nederlandse kloosterzuster en dichteres. Ze schreef drie bundels met liederen: Den aengenamen rooselaer (1687), Het eensaem Tortel-Duyfken (1694) en Het Hemels Lust-Hofken (1705). 

## Levensloop
In 1655 trad van der Meulen in bij het dominicanessenklooster van de Heilige Catharina van Siena in Antwerpen. Pas op 53-jarige publiceerde ze haar eerste liedboek: Den aengenamen rooselaer (1687). Later volgden er nog twee bundels: Het eensaem Tortel-Duyfken (1694) en Het Hemels Lust-Hofken (1705). Haar werken richten zich in de eerste plaats tot haar eigen ordegenoten. Thema's uit de dominicaanse vroomheid zoals de rozenkrans, de devotie tot het lijden van Christus, de eucharistie, en de Drievuldigheid komen vaak terug als thematiek in de drie liedboeken van de dichteres. Catharina stierf in 1719, na 65 jaar in het klooster, op 85-jarige leeftijd.

## Publicaties

### Den aengenamen rooselaer (1687)
Zowel de titel als de opbouw van van der Meulen haar debuut vallen terug op de rozenkrans. De bundel bevat 59 liederen, waarvan een grote hoeveelheid aan kerstliedjes. De eerste uitgave kwam uit bij de Antwerpse drukker Hendrick van Dunwalt. Nog tijdens het leven van de schrijfster verschenen er meerdere herdrukken van het werk, namelijk in 1700 en 1707. Hieruit blijkt de populariteit van van der Meulen. Het eerste deel van de bundel bevat voornamelijk liederen over lijden, onthechting en wereldverzaking, het tweede liederen over de kerstmysteries. Het werk vertoont gelijkenissen met t' Hemels lust-hofken (1681) van de dominicaanse lieddichter Petrus Wilant. 

### Het eensaem Tortel-Duyfken (1694)
Van der Meulens tweede bundel bevat 70 teksten. Het eerste deel bestaat weer uit kerstliederen, het tweede volgt andere liturgische feesten. Het laatste deel van Het eensaem Tortel-Duyfken bevat liederen over lijdensaanvaarding en onthechting. Bij een twintigtal liederen hanteert van der Meulen een dialoogvorm tussen God en de ziel.

### Het Hemels Lust-Hofken (1705)
Van der Meulens derde bundel, Het Hemels Lust-Hofken telt 67 liederen. Op het einde van het werk schrijft van der Meulen een dedicatie aan haar vijftigjarige kloosterjubileum. 